# أل سيلفرمان
أل سيلفرمان (بالإنجليزية: Al Silverman)‏ هو كاتب أمريكي، ولد في 12 أبريل 1926، وتوفي في 10 مارس 2019.